# Кедровка (Кушвинский муниципальный округ)
Кедровка — деревня в Свердловской области России, административно подчинённая городу Кушве. Входит в Кушвинский муниципальный округ.
Ранее деревня была центром Кедровского сельсовета города Кушвы.

## География
Деревня Кедровка расположена в таёжной местности среди Уральских гор, в среднем течении реки Серебряной, к западу от Нижнего Тагила и к югу от города Кушвы. Деревня связана просёлочной дорогой с городом Кушвой на севере и посёлком Серебрянка на юге.

## Население
| 2002 | 2010 |
| ---- | ---- |
| 103  | ↘25  |

## История
В прошлом веке люди здесь работали на золотых приисках и заготавливали древесный уголь и лес, продукция отправлялась за границу, поэтому жителей было больше: на 250 человек. Тогда в деревне работало четыре магазина. В 1990-е основная часть населения перебиралось в города.

## Инфраструктура
В деревне есть вагончик (бункер): в одной половине небольшой магазин, в другой можно получить почту и пенсию и обратиться за медпомощью: дважды в месяц сюда приезжают врачи мобильного фельдшерско-акушерского пункта (ФАПа).
Дважды в неделю из деревни Кедровки до Кушвы ходит пригородный автобус.

## Достопримечательности

Памятник на границе Европы и Азии

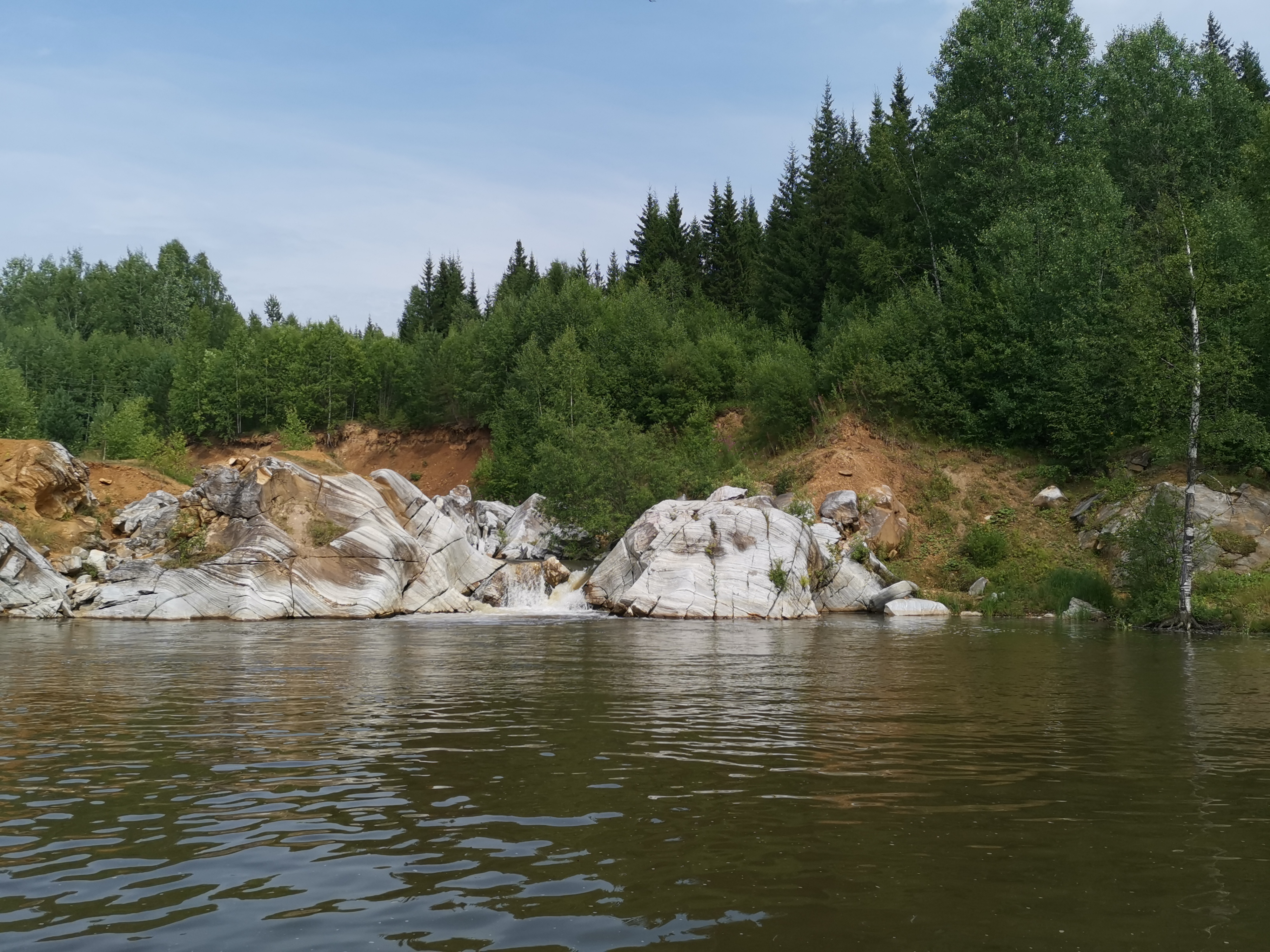
Водопад в 4 километрах от посёлка

- На Серебрянском тракте между Кедровкой и Верхней Баранчёй установлен памятник «Европа — Азия» (1868 год).
- В лесах между Кедровкой и Верхней Баранчёй находится скала причудливой формы Каменная Лодка — в прошлом местное языческое святилище финно-угорских племён[источник не указан 1561 день];
- В 4 километрах в вверх по течению реки Серебрянки расположен небольшой водопад (порог Горный)[источник не указан 1561 день].